# Norops carpenteri
Norops carpenteri är en ödleart som beskrevs av  Echelle ECHELLE och FITCH 1971. Norops carpenteri ingår i släktet Norops och familjen Polychrotidae. IUCN kategoriserar arten globalt som livskraftig. Inga underarter finns listade i Catalogue of Life.